# Épagneul breton
Un épagneul breton est une race de chien originaire de Bretagne. C'est un épagneul réputé pour ses talents de chasseur grâce à ses capacités de chien d'arrêt, de leveur et de rapporteur.

## Historique
Plusieurs hypothèses expliquant l'origine ancienne de l'épagneul breton ont été émises : 
- La première hypothèse est qu'il serait un descendant des chiens d'oysel décrits par Gaston Fébus et dont le type se serait maintenu et adapté à l'Armorique[2].

- Une seconde hypothèse donne pour origine l'agasse, une race de chiens importés par les Celtes et croisés avec les chiens de l'Argoat[3].

- Une troisième hypothèse est qu'ils seraient nés dans le courant du XIXe siècle d'un croisement de setters anglais avec des chiens rustiques appelés « chiens de charbonniers », qui existaient dans la région de Callac en Bretagne, qui sera longtemps réputée pour ses élevages[4]. La ville de Callac est d'ailleurs baptisée « capitale de l'épagneul breton »[5].

La version moderne de l'épagneul breton a été d'abord fixée par le standard de 1908. Des modifications successives, notamment en 1956, ont abouti au standard actuel, daté de 2003. Un an avant le premier standard, en 1907, le Club de l'Épagneul Breton avait été fondé à Loudéac par Me Arthur Énaud (1847-1929), avoué et conseiller d'arrondissement de Loudéac,.
Très populaire, c'est un des chiens de race française les plus répandus dans le monde.

## Standard

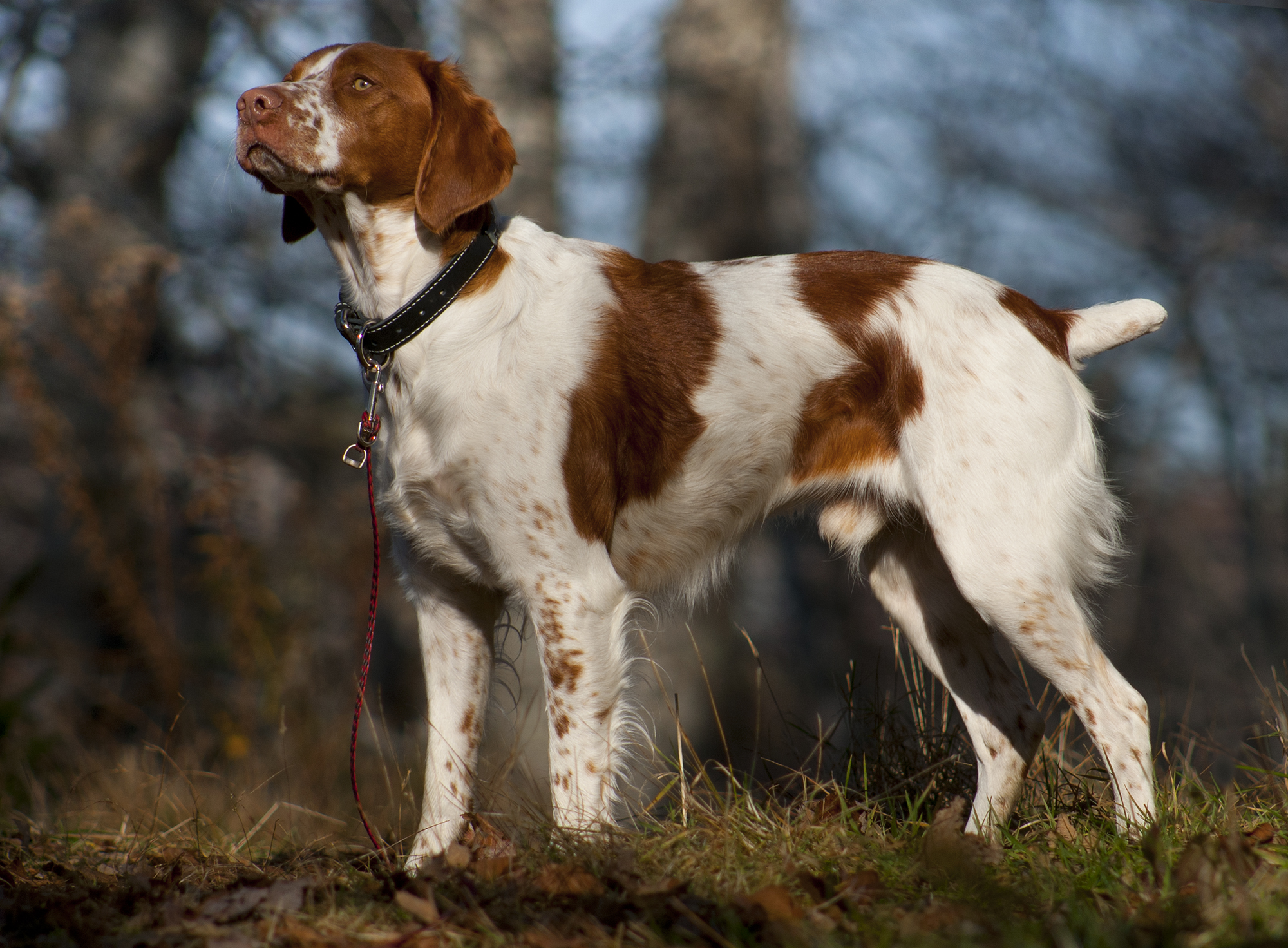
Un épagneul breton américain.

L'épagneul breton est un épagneul sportif, compact, et solidement construit sans être lourd. De petite taille - il s'agit du plus petit des chiens d'arrêt -, il paraît haut sur pattes. Certains épagneuls bretons naissent avec une queue naturellement courte, on dit donc qu'ils sont nés  «  anoures » et d'autres, avec une queue longue, bien que les épagneuls bretons n'aient pas de très longues queues contrairement aux épagneuls français. S'il est né avec une queue trop longue, celle-ci est généralement écourtée à trois à dix centimètres (un à quatre pouces), dans les pays autorisant la caudectomie. Légèrement oblique et ovales, les yeux sont de couleur en harmonie avec la robe. Les oreilles tombantes sont de forme triangulaire, courtes et larges.
Le poil est de longueur modérée, dense, plat, ou onduleux, avec de légères franges sur les oreilles et aux pattes. Des franges de longueur plus importante garnissent les membres antérieurs et postérieurs. Trop de frange est indésirable, car cela nuit au travail du chien dans la broussaille. La couleur la plus courante pour l'épagneul breton est l'orange (fauve) sur fond blanc. D'autres couleurs sont répandues : le marron et blanc (couleur la plus fréquente jusqu'aux années 1930), le noir et blanc, ainsi que le tricolore noir-blanc-orange et marron-blanc-orange.Toutes ces combinaisons de couleurs sont admises depuis 1956, le noir ayant été prohibé dans les standards antérieurs , soit avec un blanc pie (blanc pur), soit avec un blanc rouanné (mélange de poils blancs et orange) ou grisonné (mélange de poils blancs et noir). L'American Kennel Club et le Club canin canadien n'identifient toujours pas le noir comme couleur acceptable pour la race (dans ces pays, il est un motif de disqualification), en dépit du fait que celle-ci soit reconnue dans le monde entier et, surtout, dans son pays d'origine, la France. 

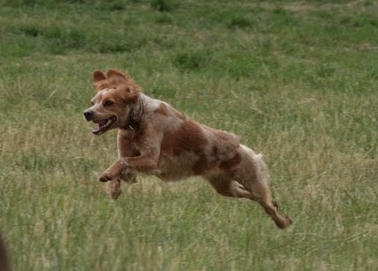
Un épagneul breton marron rouanné.
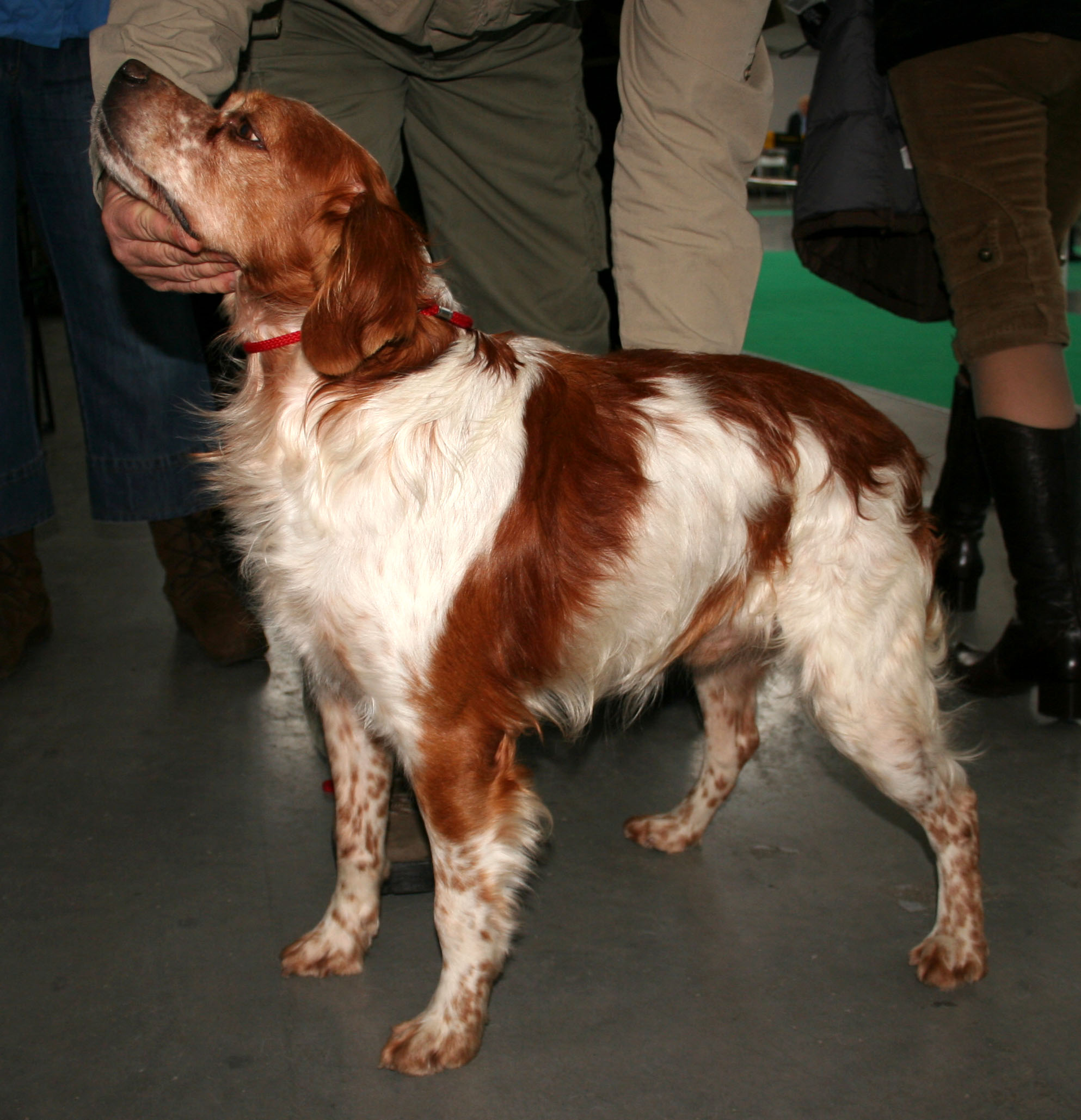
Un épagneul breton blanc et orange.
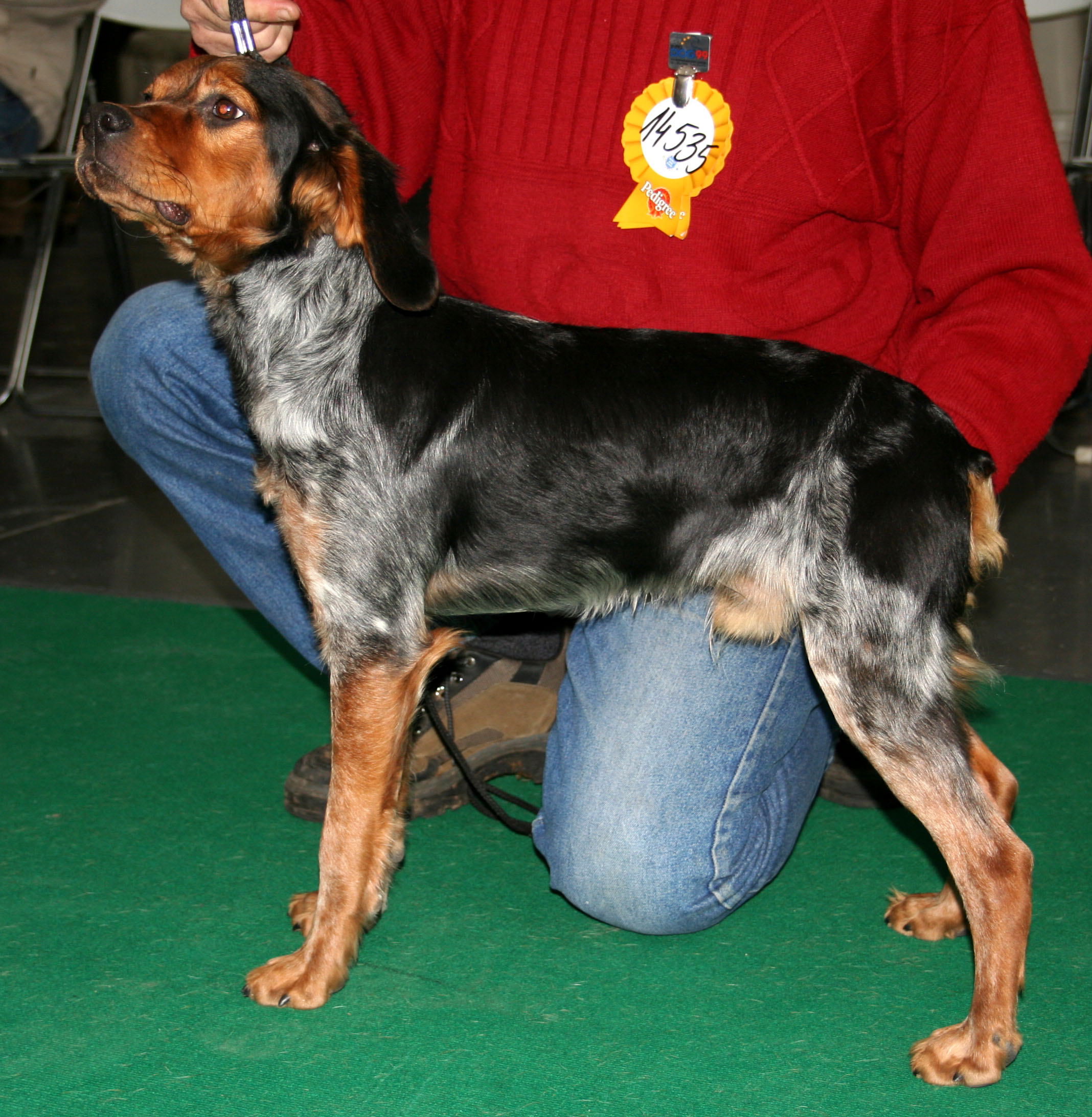
Un épagneul breton tricolore.
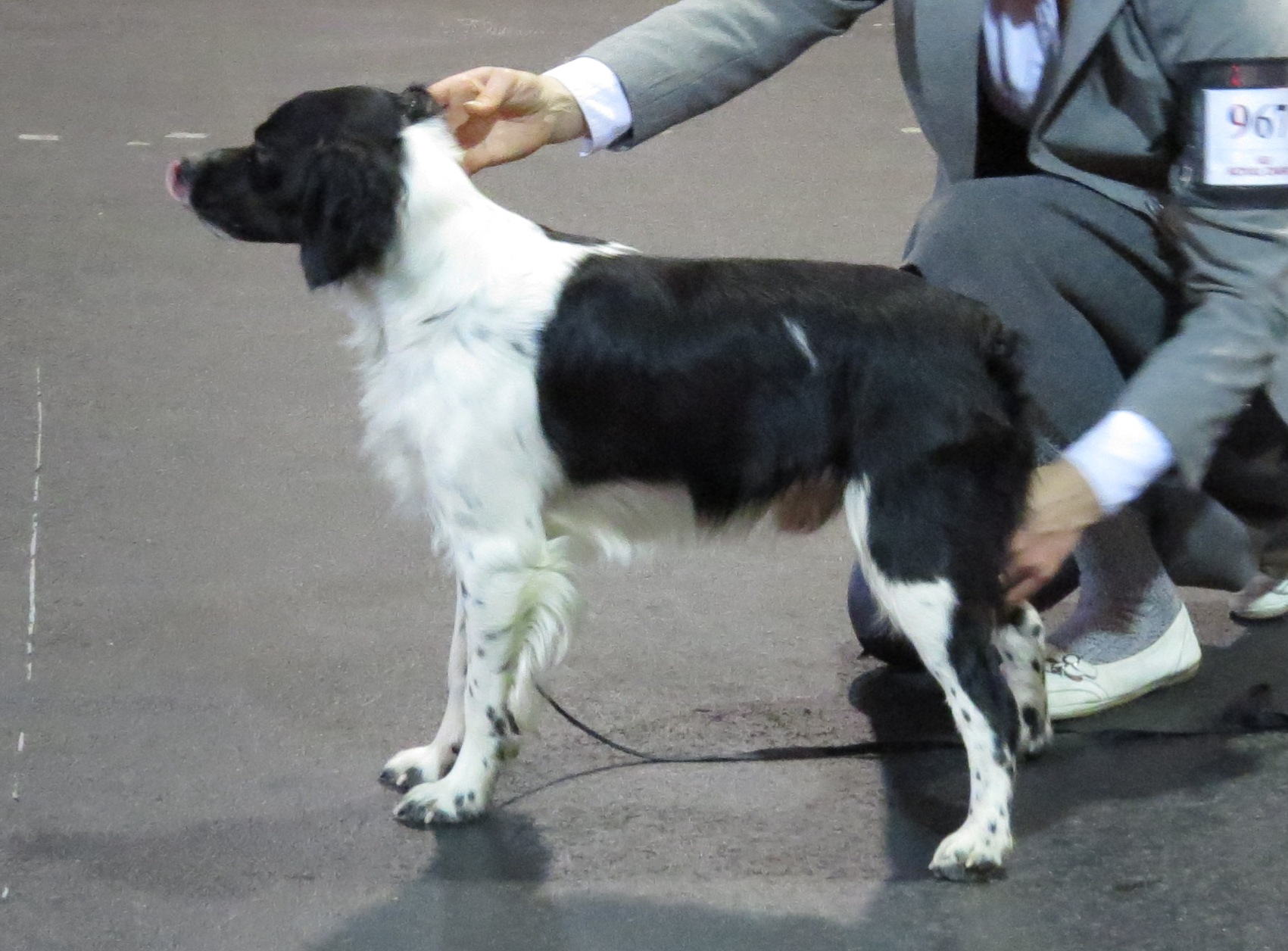
Un épagneul breton noir et blanc.

## Caractère
L'épagneul breton est décrit par le standard FCI comme un chien s’adaptant à tout milieu, sociable et équilibré.
C'est un chien obéissant, très intelligent, facile à éduquer et qui présente de fortes aptitudes au dressage. D'un caractère équilibré, il peut également faire un bon chien de compagnie car il n'a pas un tempérament agressif, même s'il est assez indépendant. Affectueux et sociable, il s'entend bien avec ses congénères, ainsi qu’avec les enfants. Vif et sportif, doté d'un flair excellent, c’est un chasseur né qui préfère la campagne à la ville, mais peut se contenter d'une vie en appartement si on le sort régulièrement.

## Utilité

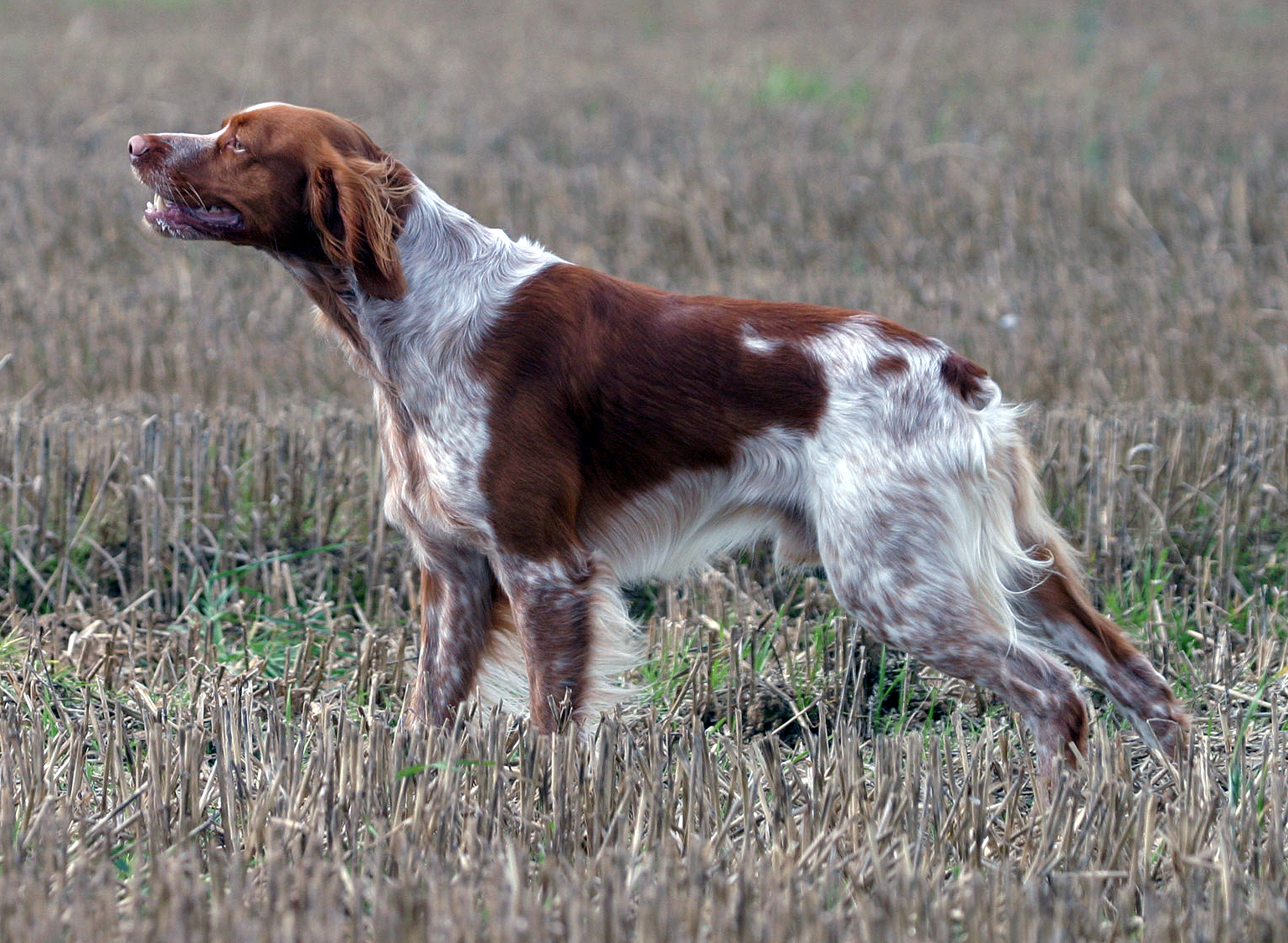
Épagneul breton à l'arrêt lors d'une chasse aux perdreaux.

L'épagneul breton est l'un des chiens d'arrêt les plus rapides. C'est un animal éveillé qui apprécie les longues journées de chasse. Polyvalent, il est notamment réputé pour la chasse à la bécasse. C'est aussi un bon chien de rapport.
Il est également très apprécié comme chien de compagnie, car il a très bon caractère. C'est un bon compagnon pour les enfants. Il est cependant nécessaire de le promener régulièrement pour respecter sa nature de chien sportif.